# Craterularia
Craterularia es un género de foraminífero bentónico considerado como nomen nudum y/o nomen dubium, y por tanto invalidado.  Fue incluido en familia Alabaminidae, de la superfamilia Chilostomelloidea, del suborden Rotaliina y del orden Rotaliida. Su rango cronoestratigráfico abarcaba el Holoceno.

## Clasificación
Craterularia incluye a la siguiente especie:
- Craterularia truncatulinoides †